# Tuman Bay II
Abū al-Naṣr al-Ashraf Ṭūmān Bāy, più semplicemente noto come Ṭūmān Bāy II (in arabo طومان باي‎?; 1476 circa – 15 aprile 1517), è stato un sultano egiziano.
Fu l'ultimo sultano della dinastia dei Mamelucchi Burji d'Egitto e della Siria, dal 1516 al 1517. Salì al trono dopo che il suo predecessore Qanṣūh al-Ghūrī venne sconfitto dal Sultano ottomano Selim I nella battaglia di Marj Dābiq.
Era di origini circasse, come i suoi predecessori, essendo stato in gioventù uno schiavo domestico di palazzo, a poco a poco salì di grado fino a diventare Emiro e poi vizir, carica che tenne fino a quando il Sultano mamelucco Qanṣūh al-Ghūrī lo lasciò come Reggente al momento della sua partenza per affrontare gli Ottomani. Il Califfo abbaside del Cairo al-Mutawakkil III venne fatto prigioniero da Selim I e trattato con rispetto e onori ma fu anche costretto a cedere a Selim l'autorità califfale. Dopo la sconfitta di Qanṣūḥ al-Ghūrī, Ṭūmān Bāy II venne incoronato Sultano, ma senza pompa o cerimonia, perché le insegne reali erano state perse in battaglia. Nel breve periodo in cui governò divenne popolare in tutti i suoi domini.

## Campagna di Gaza del 1516
Oltre a Damasco, anche Tripoli, Safed e altre fortezze siriane erano cadute in mano agli Ottomani. Sentendo che i Turchi stavano marciando verso Gaza, Ṭūmān Bāy mandò un esercito sotto la guida dell'Emiro Jānberdī al-Ghazalī nella vana speranza di salvare la città dalla conquista ottomana, ma prima ancora che l'esercito raggiungesse la sua destinazione, Gaza fu espugnata e l'esercito mamelucco respinto. 

Mentre l'Emiro Jānberdī al-Ghazalī e il suo esercito erano in marcia, un'ambasciata turca arrivò al Cairo portando un messaggio di Selim I, in cui si vantava delle sue vittorie, del fatto che al-Mutawakkil III gli aveva ceduto la carica di Califfo, e che vari emiri, militari e governatori avevano abbandonato Ṭūmān Bāy e avevano giurato fedeltà a lui. In questa lettera inoltre Selim chiedeva che Ṭūmān Bāy si sottomettesse all'Impero ottomano e che nelle monete e nelle preghiere pubbliche fosse messo e pronunciato il nome di Selim I Verso la fine del messaggio c'era scritto:
(William Muir, The Mameluke or Slave Dynasty of Egypt 1260-1517 A.D., Smith, Elder, and Co, 1896 (Pubblico dominio))
Anche se gli inviati ottomani vennero maltrattati nella città, Ṭūmān Bāy II era incline ad accettare la proposta di Selim I, ma i suoi emiri lo convinsero a non cedere a tali intimazioni e gli ambasciatori turchi furono addirittura messi a morte. La notizia dell'esecuzione degli ambasciatori turchi raggiunse in breve Il Cairo, diffondendo il panico e il terrore in città. Il tradimento di Khāʾir Bey e di molti altri emiri non fecero che peggiorare la situazione e aumentare il panico.

Gli abitanti di Gaza, convinti dall'esercito mamelucco che ci sarebbe stata una grande vittoria egiziana sui Turchi, attaccarono la guarnigione turca della città, al seguito di ciò moltissimi abitanti della città furono massacrati per ordine di Selim. 
La notizia della sconfitta dell'Emiro Jānberdī al-Ghazalī aumentò ulteriormente il panico nei domini mamelucchi, Jānberdī attribuì la causa della sua sconfitta non solo al numero superiore dei guerrieri nemici, ma anche alla viltà dei suoi mercenari, ma anche la sua stessa lealtà fu in realtà messa in dubbio.

## Battaglia di Raydāniyya
Ṭūmān Bāy II volle abbandonare Ṣalāḥiyya, e attaccare gli Ottomani, stanchi a causa della marcia nel deserto, ma all'ultimo momento cedette alle pressioni dei suoi Emiri, accampandosi fuori dalla città di Raydāniyya. Gli Ottomani raggiunsero al-Arish, riuscendo a marciare indisturbati tra Ṣalāḥiyya e Bilbays e Khanqa, e il 20 gennaio raggiunsero Birkat al-Hajj, a poche ore dal Cairo. Due giorni dopo, il 22 gennaio 1517, fu combattuta la battaglia di al-Raydāniyya. Ṭūmān Bāy II combatté coraggiosamente. Con un gruppo di devoti seguaci si gettò in mezzo agli Ottomani, avvicinandosi alla tenda di Selim I ma alla fine gli Egiziani furono sconfitti e il grosso dell'esercito mamelucco fuggì verso il Nilo. Gli Ottomani entrarono quindi al Cairo, presero il controllo della Cittadella e uccisero l'intera guarnigione circassa.
Selim I si accampò in un'isola vicino a Būlāq. Il giorno dopo il suo vizir entrò in città per cercare di fermare il saccheggio. L'ex Califfo al-Mutawakkil III, parlò alla folla del Cairo invocando la benedizione su Selim. La preghiera del Califfo è riportata da Ibn Iyas:
(William Muir, The Mameluke or Slave Dynasty of Egypt 1260-1517 A.D., Smith, Elder, and Co, 1896 (Pubblico dominio))
Il saccheggio non si fermò; gli Ottomani razziarono tutto ciò che potevano prendere. I Circassi vennero ovunque inseguiti e massacrati senza pietà e le loro teste furono appese intorno al campo di battaglia. Solo dopo che passarono diversi giorni Selim I e al-Mutawakkil III convinsero i soldati a fermarsi, e gli abitanti cominciarono di nuovo a provare un certo grado di sicurezza.

La notte seguente, il Sultano Ṭūmān Bāy II assieme ai suoi alleati beduini riprese il possesso della città, debolmente presidiata, e alla luce del giorno respinse un attacco ottomano, subendo grandi perdite. La preghiera del venerdì venne celebrata in nome di Ṭūmān Bāy. Ma a mezzanotte gli Ottomani attaccarono nuovamente la città, disperdendo i Mamelucchi, mentre il Sultano fuggiva attraverso il Nilo a Giza.
Soddisfatto di questa vittoria, Selim I si accampò nuovamente nell'isola nei pressi di Būlāq, issando sopra la sua tenda una bandiera rossa e bianca in segno di amnistia nei confronti della popolazione. I Mamelucchi, tuttavia, ne vennero esclusi. Furono spietatamente perseguitati, venne proclamato che chiunque avesse dato loro protezione sarebbe stato messo a morte, e così circa 800 cittadini furono decapitati. Molti cittadini furono risparmiati grazie all'intervento di al-Mutawakkil III. Il figlio del Sultano Qanṣūh al-Ghūrī venne ben accolto e gli fu concesso il palazzo del padre come propria dimora.
Poco dopo, l'amnistia fu estesa a tutti gli Emiri rimasti nascosti. L'Emiro Jānberdī al-Ghazalī, che aveva combattuto valorosamente nella battaglia di al-Raydāniyya e che si era gettato ai piedi di Selim, venne non solo ricevuto con onore, ma ottenne anche un posto di comando nella guerra contro i beduini fedeli a Ṭūmān Bāy. Vi è una grande diversità di opinioni tra gli storici su quanto Jānberdī al-Ghazalī sia stato effettivamente fedele a Ṭūmān Bāy. La maggior parte degli storici pensa che sia rimasto fedele fino alla battaglia di al-Raydāniyya, e che si sia unito agli Ottomani solo verso la fine di gennaio, quando si convinse che non c'erano più speranze per i Mamelucchi.

## Guerriglia a Giza
Ṭūmān Bāy II assunse nuovamente una linea offensiva. Ben appoggiato da Mamelucchi e beduini, bloccò i commerci e i rifornimenti diretti al Cairo. Dopo poco tempo, però, stanco della continua lotta che non dava risultati, si offrì di riconoscere l'autorità di Selim I, se quest'ultimo si fosse ritirato dall'Egitto. Selim I allora ordinò ad al-Mutawakkil III e quattro qāḍī del Cairo di accompagnare una delegazione turca al fine di organizzare i termini di un patto definitivo tra Selim e Ṭūmān Bāy, ma al-Mutawakkil non accettò l'incarico e mandò al suo posto il suo vice. Quando Ṭūmān Bāy II sentì le condizioni offerte, voleva accettare, ma fu convinto dai suoi Emiri a respingerle. Furono quindi uccisi i membri turchi dell'ambasciata e uno dei qāḍī egiziani. Selim I volendo vendicarsi, fece mettere a morte 57 degli Emiri imprigionati nella Cittadella.
Ṭūmān Bāy II raccolse le sue forze nei pressi delle piramidi di Giza, e lì, verso la fine di marzo, i due eserciti si scontrarono. Anche se ben sostenuto dal suo generale Shadi Bayg, fu sconfitto dopo due giorni di combattimenti e cercò rifugio presso un capo beduino della Buḥayra, cui Ṭūmān Bāy aveva salvato la vita in passato, ma lo sceicco beduino lo tradì e lo consegnò agli Ottomani. Fu quindi portato in catene al cospetto di Selim I che lo rimproverò per la sua ostilità ostinata e l'assassinio dei suoi messaggeri.

## Prigionia e morte
Ṭūmān Bāy II mantenne un comportamento nobile, negando la sua responsabilità nell'omicidio degli ambasciatori ottomani, parlando senza paura di eventuali reazioni di Selim. Il sultano ottomano voleva risparmiarlo e portarlo a Costantinopoli, ma il traditore Khāʾir Bey (che sarà nominato più tardi Governatore dell'Egitto ottomano), e anche Jānberdī al-Ghazalī (che si vedrà attribuire da Selim il governatorato di Siria), lo convinsero del fatto che finché Ṭūmān Bāy fosse rimasto in vita il dominio ottomano sull'Egitto avrebbe corso dei rischi. Ṭūmān Bāy fu quindi gettato in prigione, e poco dopo impiccato e appeso come un malfattore alla porta della città, detta Bāb Zuwayla, il 15 aprile 1517. Il suo corpo rimase sospeso così tre giorni, e poi fu sepolto.
Il generale traditore Shadi Bayg, venne anch'esso messo a morte. La morte del sultano Ṭūmān Bāy II creò un desiderio di vendetta tra alcuni suoi sostenitori: un Emiro, assieme a un gruppo di devoti seguaci, tentò di assassinare Selim I, di notte, ma le guardie di palazzo sventarono il complotto.
Sia quando fu reggente durante il regno di Qanṣūh al-Ghūrī, sia durante il suo breve Sultanato, Ṭūmān Bāy II si dimostrò coraggioso, generoso e giusto, e la sua morte fu pianta nei suoi ex domini. Con la morte di Ṭūmān Bāy II, la dinastia mamelucca burji giunse al suo epilogo finale.
I copti fino al 1968, celebravano l'anniversario della morte di Ṭūmān Bāy come "Venerdì Santo".